# Ehrenpromotion 2003/04
Die Ehrenpromotion 2003/04 war die 90. Spielzeit in der zweithöchsten luxemburgischen Spielklasse im Fußball der Männer.

## Teilnehmer
Die Spielzeit 2003/04 wurde mit 14 Vereinen ausgetragen. Zu den Mannschaften auf den Plätzen 3 bis 11 der vorherigen Saison kamen zwei Absteiger aus der Nationaldivision sowie drei Aufsteiger aus der 1. Division.
|  | Verein                    | Stadt/Gemeinde      | Stadion                                    | Kapazität |
|  | ------------------------- | ------------------- | ------------------------------------------ | --------- |
|  | Young Boys Diekirch       | Diekirch            | Stade Municipal                            | 1.450     |
|  | FC Differdingen 03        | Differdingen        | Stade Municipal de la Ville de Differdange | 3.500     |
|  | CS Fola Esch              | Esch an der Alzette | Stade Émile Mayrisch                       | 3.826     |
|  | FC Hamm 37                | L.-Hamm             | Terrain de Football Cents                  | 2.800     |
|  | UN Käerjéng 97            | Niederkerschen      | Käerjenger Dribbel                         | 2.500     |
|  | FC Minerva Lintgen        | Lintgen             | Stade Jean Donnersbach                     | 1.500     |
|  | CS Alliance 01            | Luxemburg           | Josy-Barthel-Stadion                       | 8.125     |
|  | Sporting Mertzig          | Mertzig             | Stade "An den Burwiesen"                   | 2.500     |
|  | FC Progrès Niederkorn     | Differdingen        | Stade Jos Haupert                          | 2.800     |
|  | CS Oberkorn               | Differdingen        | Stade Henri Jungers                        | 1.000     |
|  | CS Petingen               | Petingen            | Stade Municipal                            | 2.400     |
|  | FC Rodingen 91            | Rodingen            | Stade Jos Philippart                       | 3.400     |
|  | FC Schifflingen 95        | Schifflingen        | Stade Rue Denis Netgen                     | 3.100     |
|  | FC Koeppchen Wormeldingen | Wormeldingen        | Stade Am Ga                                | 2.000     |

## Tabelle
| Pl.               | Verein                    | Sp. | S  | U | N  | Tore    | Diff. | Punkte |
| ----------------- | ------------------------- | --- | -- | - | -- | ------- | ----- | ------ |
| 1.                | CS Alliance 01            | 26  | 18 | 6 | 2  | 073:210 | +52   | 60     |
| 2.                | CS Petingen               | 26  | 19 | 3 | 4  | 078:290 | +49   | 60     |
| 3.                | UN Käerjéng 97            | 26  | 18 | 5 | 3  | 060:270 | +33   | 59     |
| 4.                | FC Hamm 37                | 26  | 14 | 6 | 6  | 059:340 | +25   | 48     |
| 5.                | FC Progrès Niederkorn (A) | 26  | 12 | 4 | 10 | 058:570 | +1    | 40     |
| 6.                | FC Differdingen 03        | 26  | 10 | 8 | 8  | 047:380 | +9    | 38     |
| 7.                | FC Koeppchen Wormeldingen | 26  | 11 | 3 | 12 | 047:520 | −5    | 36     |
| 8.                | Sporting Mertzig (A)      | 26  | 7  | 9 | 10 | 040:480 | −8    | 30     |
| 9.                | CS Oberkorn (N)           | 26  | 8  | 6 | 12 | 042:570 | −15   | 30     |
| 10.               | Young Boys Diekirch       | 26  | 6  | 9 | 11 | 050:630 | −13   | 27     |
| 11.               | CS Fola Esch (N)          | 26  | 7  | 5 | 14 | 040:610 | −21   | 26     |
| 12.               | FC Rodingen 91            | 26  | 7  | 2 | 17 | 038:570 | −19   | 23     |
| 13.               | FC Schifflingen 95        | 26  | 6  | 2 | 18 | 029:730 | −44   | 20     |
| 14.               | FC Minerva Lintgen (N)    | 26  | 2  | 6 | 18 | 029:730 | −44   | 12     |
| Stand: Saisonende |                           |     |    |   |    |         |       |        |

Platzierungskriterien: 1. Punkte – 2. Tordifferenz – 3. geschossene Tore

| Zum Saisonende 2002/03: |                                            |
| (A)                     | Absteiger aus der Nationaldivision 2002/03 |
| (N)                     | Neuaufsteiger aus der 1. Division 2002/03  |
| Zum Saisonende 2003/04: |                                            |